# Bernegger (Unternehmen)

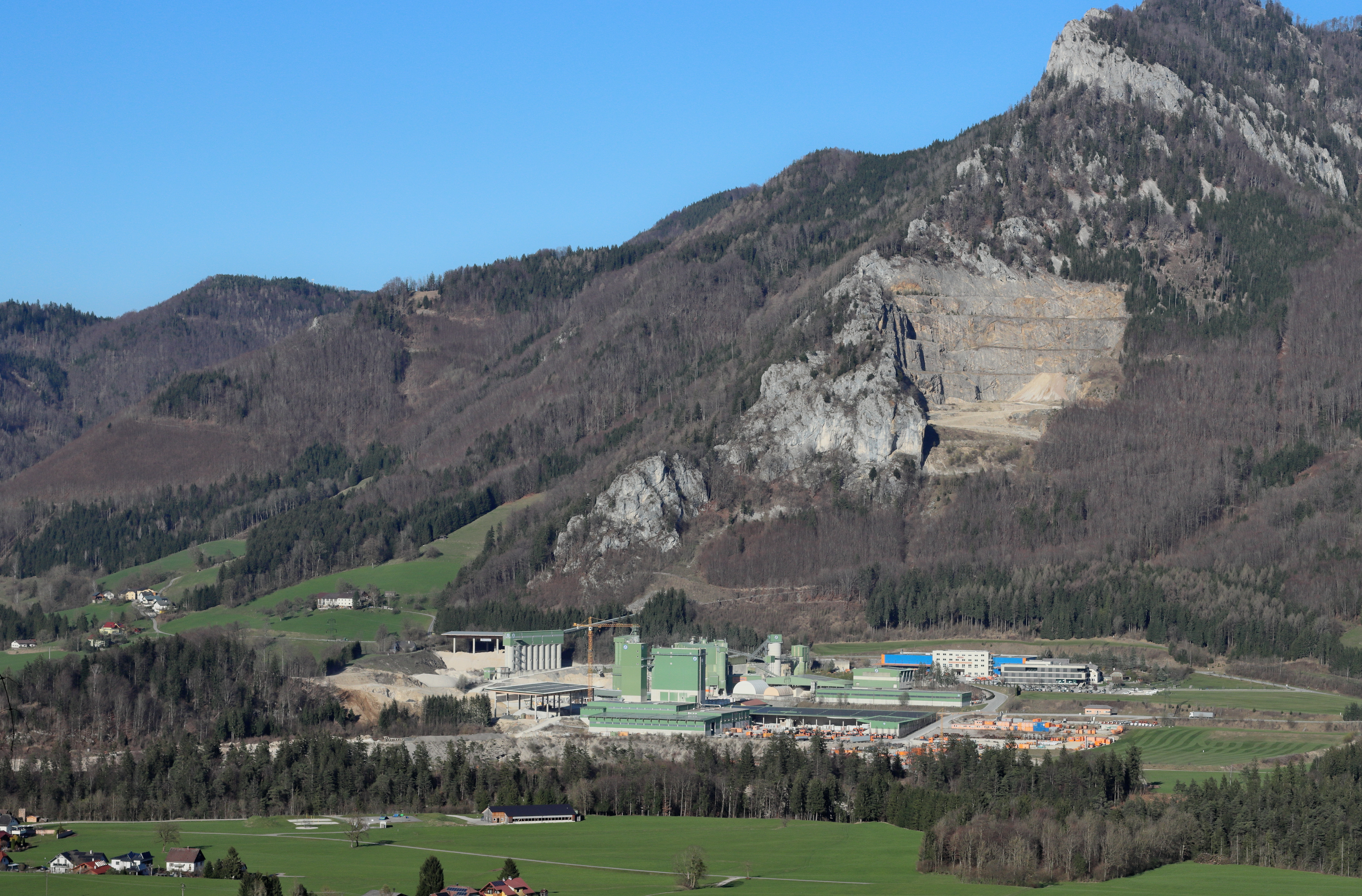
Blick von der Hambaumstraße in Leonstein auf das Mollner Berneggerwerk mit dem alten Steinbruch

Die Bernegger GmbH ist ein oberösterreichisches Familienunternehmen mit Sitz in Molln. Die Tätigkeitsbereiche erstrecken sich von Rohstoffindustrie über Bauwirtschaft und Umwelttechnik.

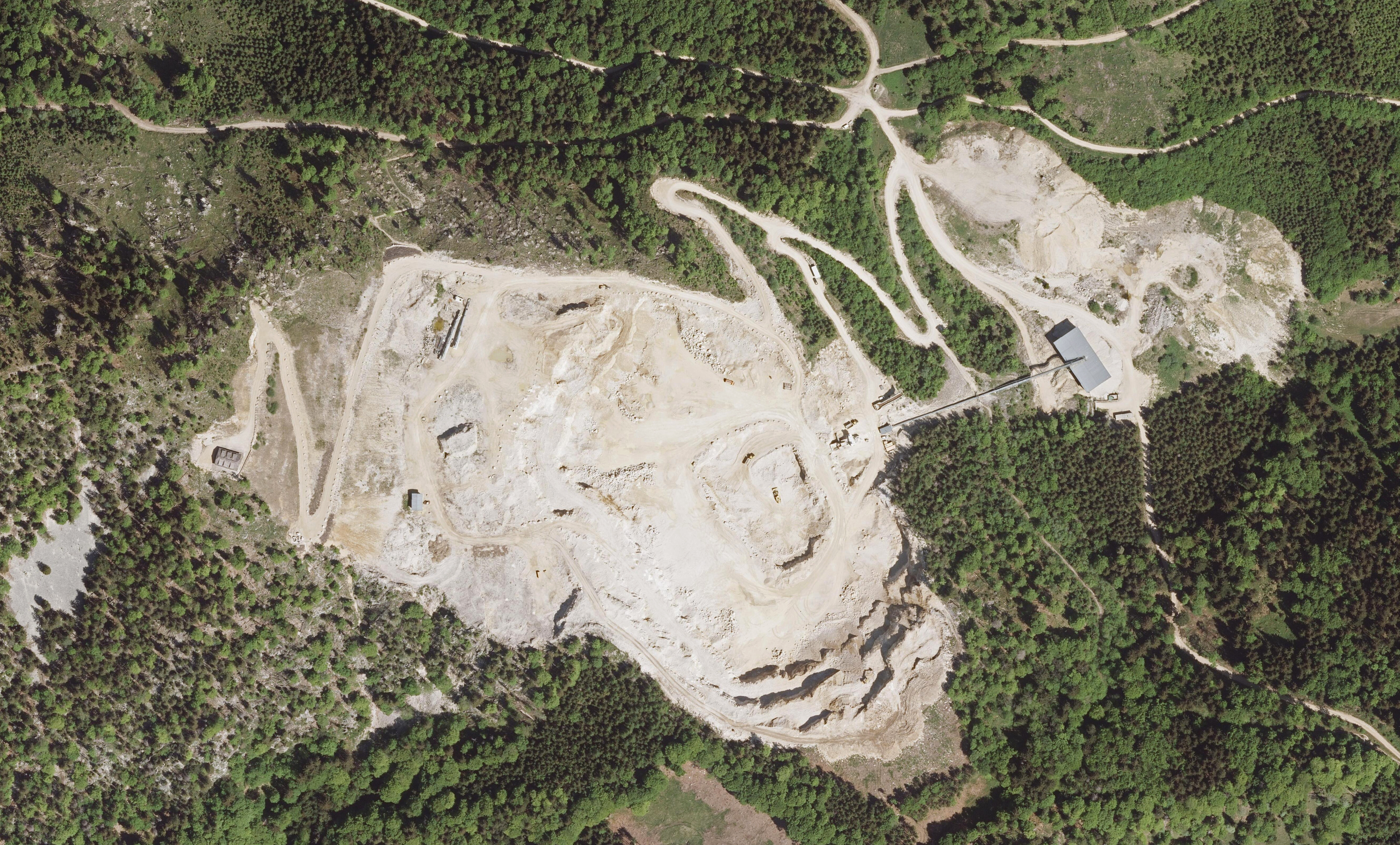
Trichterabbau Pfaffenboden

## Geschichte
1947: Gründung einer Kalkbrennerei durch Karl Bernegger Senior († 2001)in Molln am elterlichen Hof, dem „Aignergut“. Der im Feldofen mit Holzfeuerung gebrannte Kalk wurde in den Gemeinden Molln und Grünburg verbraucht. 
1950 wurde ein Schachtofen mit Ölfeuerung eingerichtet und damit der Brandkalk für den Bezirk Kirchdorf, die VÖEST und die Zuckerfabrik Enns hergestellt. 
1955: Beginn Schotterabbau und Beginn der Tätigkeiten im Erdbau.
1965: Die Kieswerke Klaus und Ternberg gehen in Betrieb.
1969: Die erste Transportbetonanlage geht in Betrieb 
1979: Im Steinbruch Schützenstein in Spital am Pyhrn beginnt der Abbau für die Bosrucktunnel-Baustelle. 
1989: Bau der Kalkmahlanlage in Molln.
In den 1990er-Jahren übernahmen die Brüder Karl und Kurt Bernegger das Unternehmen. 
1996: Linz wird Teil des Standortnetzwerks von Bernegger.
1998: Am Huber-Kienberg in Micheldorf startet der Dolomittagebau.
2002: Bernegger übernimmt die Kies- und Transportbetonwerk GmbH, vormals Steyrer Kies, in Dietach.
2004 Auf dem Pfaffenboden bei Molln fällt der Startschuss für den Trichterabbau und Bernegger Trichterabbau Pfaffenboden ermöglicht den Abbau von oben nach unten hinter Sichtkulissen. Der am Gaisberg abgebaute Kalkstein wird durch den 3,5 km langen „Elfi-Tunnel“ auf einem 3,8 km langen Förderband talwärts transportiert und erzeugt dabei mit seiner Schwerkraft elektrischen Strom.
2004: Bernegger gründet die TBS in Enns. 
2006: Bernegger betreibt am Standort Enns, eine mechanische Sortieranlage zur Trennung von komplexen Abfallgemischen aus Kunststoffen, Leichtstoffen und Metallen. Diese SRA-Anlage ist für die Behandlung gefährlicher und nicht gefährlicher Abfälle genehmigt. Das in der Anlage zur Anwendung kommende Verfahren ist eine ausschließlich mechanische Behandlung mit dem Ziel der möglichst umfassenden Rückgewinnung von Metallen und organischen Stoffen. Die Abfälle werden dazu zerkleinert und mittels unterschiedlicher Trennverfahren in 21 Outputstoffe sortiert. 
2011: In Molln entsteht ein neues Werkstätten- und Logistikzentrum. 
2012: Bernegger beteiligt sich am Hartsteinwerk Loja. 
2014: Bachner Brunnen- und Spezialtiefbau in Kematen an der Ybbs wird Teil der Bernegger Gruppe. Weiters wurde eine Granulat- und Feinsandaufbereitungsanlage am Standort Molln erbaut. Die Granulieranlage macht individuelle Mischungen möglich und ein Bahnanschluss in Spital am Pyhrn schafft neue Optionen für die Logistik. 
2017: Der 20. Standort wird gegründet und der Spezialtiefbau von Hinteregger schließt sich Bernegger an.
2020: In Molln wird das neue zentrale Verwaltungsgebäude von Bernegger bezugsfertig.
2022: Der Standort in Dietach bei Steyr wird durch ein Betonfertigteilwerk erweitert. Firma Ratzinger wird zu Bernegger Betonfertigteile. 
2023: Errichtung und Inbetriebnahme einer neuen Nasstrennanlage (NTA) im Hartsteinwerk Loja. Ein neuer Standort in Leobendorf bei Wien wird eröffnet inkl. eigenem Bahnanschluss. Zwei neue Recyclinganlagen entstehen im Rohstoffpark Enns: TMG (Thermische Metallgewinnung) und Europas modernste Kunststoffsortieranlage (TriPlast GmbH).   
2024: Übernahme der Transporte Mayer GmbH und Verschmelzung mit der Bernegger GmbH. Weiters wird der Photovoltaikausbau an sämtlichen Standorten sowie der Bau von zwei Freilufthallen in Molln zur Einsparung wertvoller Energie vorangetrieben. Am Standort Enns geht die TMG Thermische Metallgewinnung in den Probebetrieb. Zusätzlich wurde auch am Standort Enns Europas modernste Kunststoffsortieranlage (Triplast GmbH) in Kooperation mit ARA und der Grüne Punkt eröffnet.